# مصطفی مصباح‌زاده
مصطفی مصباح‌زاده (۲۷ آبان ۱۲۸۷ – ۴ آذر ۱۳۸۵) بنیان‌گذار مؤسسه کیهان، سناتور و نماینده مجلس شورای ملی و پس از انقلاب موسس روزنامه کیهان لندن بود.

## بنیان‌گذاری موسسه و روزنامه کیهان
مصطفی مصباح‌زاده از دانشجویانی بود که دولت ایران در زمان رضا شاه پهلوی برای تحصیل به اروپا فرستاد. او پس از کسب درجه دکتری در رشته حقوق از دانشگاه سوربون پاریس به ایران برگشت و به تدریس در دانشگاه تهران مشغول شد.
مصباح‌زاده با کمک محمدرضا شاه پهلوی، به همراه عبدالرحمن فرامرزی در سال ۱۳۲۱ خورشیدی روزنامه کیهان را بنیان نهاد. برخلاف آن‌که گاهی گفته می‌شود کیهان نام خود را از روزنامه فرانسوی لوموند گرفته‌است، باید یادآور شد که لوموند دو سال بعد از کیهان آغاز به کار کرد (لوموند در زبان فرانسوی به معنای جهان است).
مصباح‌زاده در سال ۱۳۲۲ در انتخابات مجلس شورای ملی از حوزه انتخابیه بندرعباس شرکت کرد، اما شکست خورد. علی سهیلی نخست‌وزیر وقت به استناد تلگرامی که به فرماندار بندرعباس کرده و نوشته بود: «مصباح‌زاده فراموش نشود» متهم به دخالت به نفع مصباح‌زاده و علیه او در مجلس شورای ملی اعلام جرم شد که به محاکمه سهیلی در دیوان عالی کشور انجامید. مصباح‌زاده در دوره بعد موفق شد از بندرعباس به مجلس راه یابد (دوره پانزدهم). در دوره بعد نیز کرسی خود را در مجلس حفظ کرد.
روزنامه کیهان، در دوران سلطنت محمدرضا شاه پهلوی به نوعی بازتاب دهنده مواضع جریان چپ روشنفکر و ملی گرایانه در ایران بود. بعدها مصباح‌زاده با انتشار چندین نشریه پرطرفدار جنبی به خانواده کیهان، در کنار روزنامه اطلاعات به یکی از دو منبع اصلی مطبوعاتی ایران بدل گردید.
زن روز، کیهان بچه‌ها و کیهان ورزشی سه مجله پرطرفداری بودند که مؤسسه کیهان در کنار روزنامه سراسری خود به صورت هفتگی منتشر می‌کرد. انتشار آنها هنوز هم بعد از نیم قرن در کنار این روزنامه ادامه دارد.

## تأسیس مدرسه عالی روزنامه‌نگاری
با حمایت مصطفی مصباح‌زاده در سال ۱۳۴۳ خورشیدی، مدرسه عالی روزنامه‌نگاری در مؤسسه کیهان تأسیس شد. این مدرسه به‌تدریج در طول چند سال برای اولین بار در ایران به دانشکده علوم ارتباطات اجتماعی تبدیل شد.

## خروج از ایران و وقوع انقلاب ۱۳۵۷
دو سال قبل از سرنگونی حکومت سلطنتی و پیروزی انقلاب و در پی آن استقرار نظام جمهوری اسلامی، مصطفی مصباح‌زاده از ایران خارج شد و ادارهٔ امور روزنامه را عملاً به پسرش ایرج واگذار کرد.

## بنیان‌گذاری کیهان لندن
پس از انقلاب روزنامه کیهان به مصادره دولت انقلابی درآمد، اما مصباح‌زاده که در آن زمان در شهر لندن سکنی گزیده بود با جمع کردن تعدادی از نویسندگان و روزنامه‌نگارانی که از کشور گریخته بودند به انتشار روزنامه‌ای با نام «کیهان در تبعید» که به صورت هفتگی در لندن منتشر می‌شود اقدام کرد که بعدها به کیهان لندن یا «کیهان سلطنت‌طلبان» مشهور شد.
این روزنامه در ۸ شهریور ۱۳۹۲ (۳۰ اوت ۲۰۱۳) اطلاع داد که دیگر منتشر نخواهد شد، اما تارنمای این نشریه در اینترنت همچنان در دسترس خواهد بود.

## درگذشت
مصطفی مصباح‌زاده در ۲۵ نوامبر ۲۰۰۶ در شهر سن دیگو در ایالت کالیفرنیا در سن ۹۸ سالگی درگذشت.